# LGV Madrid - Tolède

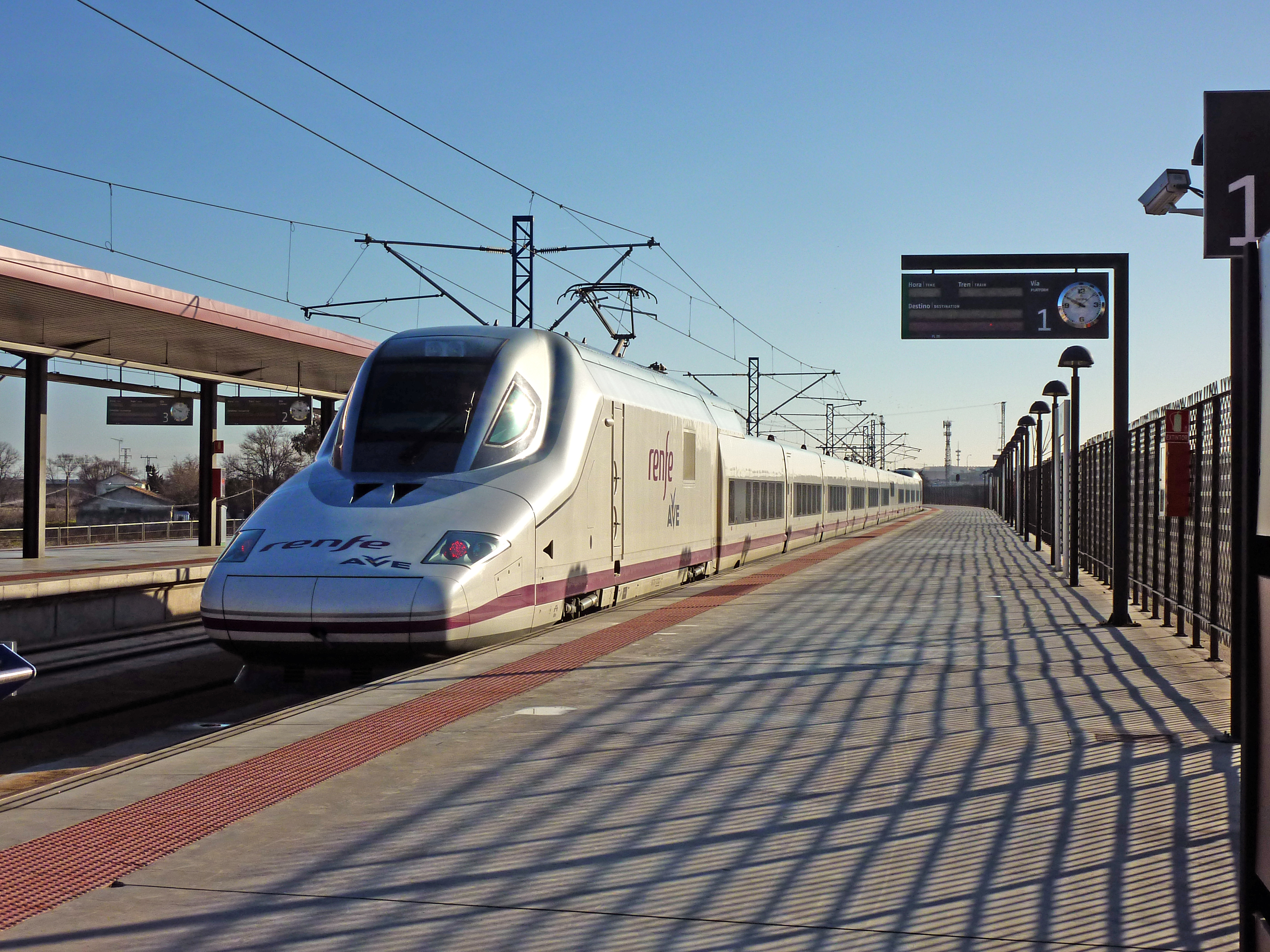
Train AVE S-112 en gare de Tolède en 2011. Les trains de ce type n'ont roulé que quelques mois sur cette ligne.

La LGV Madrid-Tolède est une ligne à grande vitesse espagnole de 75 km de long qui relie Madrid à Tolède. Elle fut terminée en 2005, après une construction en deux phases :
- Madrid - Séville en 1992 ;
- La Sagra - Tolède en 2005.

## Caractéristique

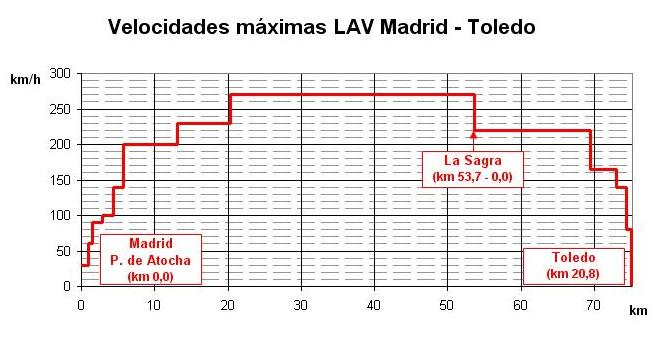
Profil de vitesses maximales de la ligne Madrid-Tolède

La ligne partage les 54 premiers kilomètres avec la LGV Madrid-Séville jusqu'à la bifurcation de La Sagra pour se débrancher en direction de Tolède.
C'est une ligne à écartement UIC électrifiée sous 25 kV.
Le tronc commun de 54 km Madrid - La Sagra été conçu pour que les trains puissent y circuler à une vitesse maximum de 270 km/h tandis que le second tronçon de 21 km La Sagra - Tolède admet une vitesse maximale de 220 km/h.
Parmi les ouvrages d'arts intéressants on peut trouver un viaduc de 1 602 m qui surplombe le fleuve Tage.

## Gares
- Gare d'Atocha : principale gare ferroviaire de Madrid et la plus grande gare d'Espagne
- Gare de Tolède : le terminus se situe à l'est du centre de Tolède, son ancienne gare datant de 1919 a dû être remodelée pour recevoir les voies à écartement UIC. Elle a une superficie de 7 500 m2 et contient 325 places de parking.

## Services assurés sur la ligne
| Service       | Service     | Gares intermédiaires | Matériel | Temps de parcours |
| Départ        | Destination | Gares intermédiaires | Matériel | Temps de parcours |
| Madrid-Atocha | Tolède      | Sans arrêt           | S104     | 0h30              |